# Pozitron
Pozitron (neboli antielektron) je subatomární částice – antičástice elektronu.

## Základní vlastnosti pozitronů
- symbol: e+
- klidová hmotnost: m0 = 511 keV/c2 (9,109×10−31 kg), shodná s elektronem s relativní nejistotou < 8×10−9[1]
- elektrický náboj: q = + e = + 1,602×10−19 C (kladný elementární náboj)
- spin: ½, pozitron je tedy fermion
- antičástice: elektron
- jedná se o stabilní částici
- Jedná se o elementární částici (lepton). Pozitron je řazen do tzv. 1. generace leptonů.

## Historie objevu
Existenci pozitronu poprvé předpověděl v roce 1928 Paul Dirac. V roce 1932 pozitron pozoroval Carl D. Anderson, který mu dal jméno. Anderson také navrhoval přejmenovat elektron na negatron, což se neujalo. K pozorování využil kosmické záření, dopadající do mlžné komory. Stopu pozitronu objevil na jednom ze 13000 snímků, které při pozorování zhotovil.
Pozitron byl patrně pozorován už dříve F. Joliot-Curiem, který jej ale na snímcích chybně vyhodnotil jako elektron, letící nezvyklým směrem (pozitrony v jeho aparatuře opsaly uzavřený kruh, takže z fotografií usoudil, že letí opačným směrem, což by odpovídalo elektronům).

## Vznik a výskyt
Pozitrony se běžně v pozemské přírodě nevyskytují, přestože vznikají při řadě procesů, krátce (za cca 10−10 až 10−7 s) po svém vzniku zaniknou při anihilaci s elektrony běžné hmoty. Pozitrony vznikají při β+ radioaktivním rozpadu, nebo interakcí hmoty s fotony γ s energií nad 1,022 MeV. Při tomto procesu vznikne pár elektron-pozitron. Pozitrony jsou také složkou kosmického záření, vznikají při rozpadech mionů a pionů, vzniklých při interakcích jiných částic s atmosférou Země.

## Pozitron v beletrii
Nejznámější užití pozitronu v beletrii je pozitronický mozek robotů v dílech Isaaca Asimova. Pozitrony zvolil pravděpodobně proto, že se jednalo o novinku, když začal psát sci-fi. Možná jako hold Asimovovi má ve světě Star Treku android Dat (jeho „bratr“ Lore a další podobní androidi soongovského typu) pozitronický mozek.